# بلدة الكوارج

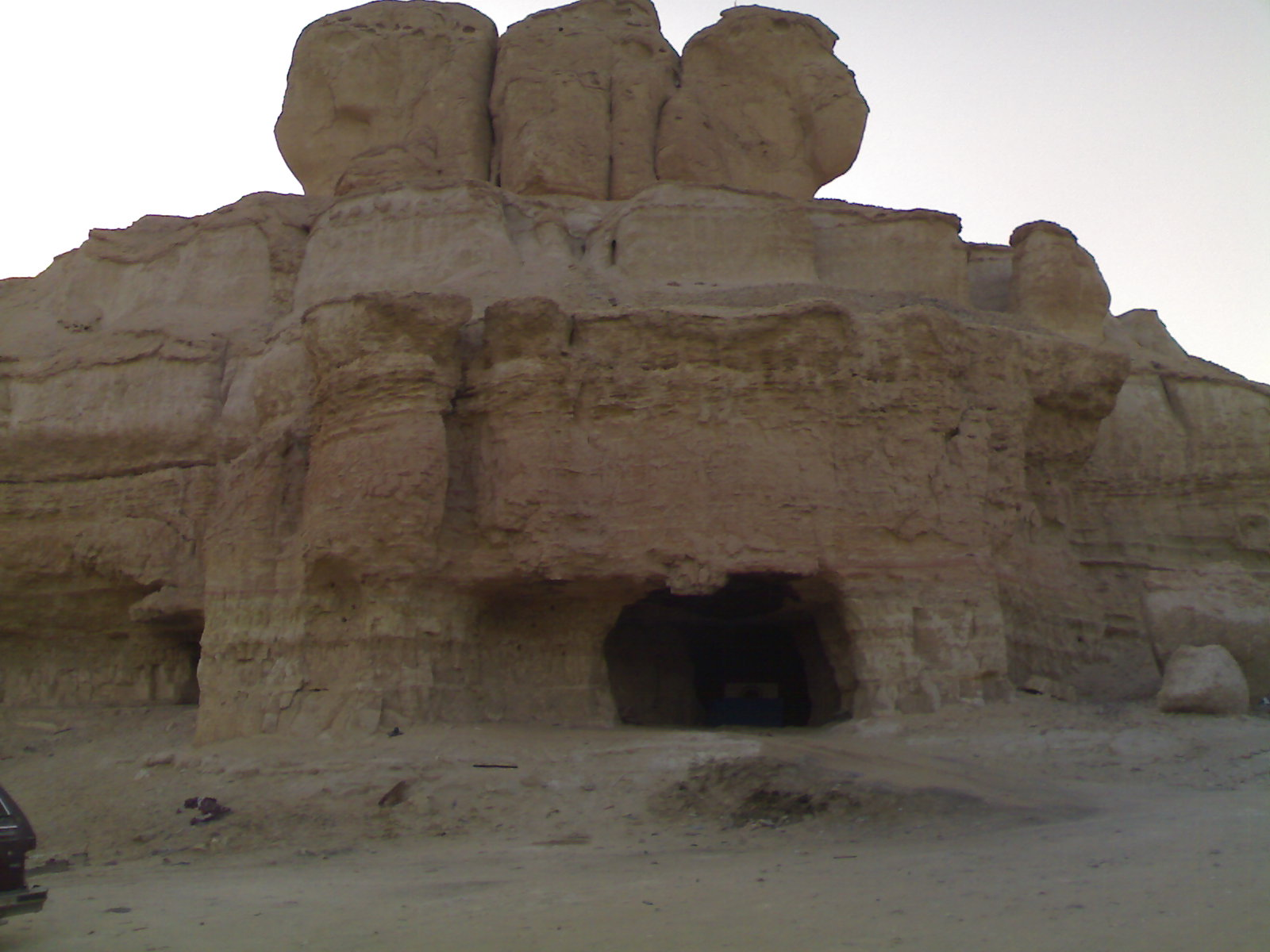
جبل رأس القارة ببلدة الكوارج

بلدة الكوارج ذكر الباحث عبد الخالق الجنبي بلدة الكوارج في معرض حديثه عن مدينة «جِـرَّه» أو «جرهاء»، المدينة الأسطورية المفقودة، وقد أثبت في كتابه أن جِـرَّه هي مدينة هَجَر بعينها. وأن مدينة هَجَر كانت تقع عند الركن الشمالي الغربي من جبل القارة، وأنّ بقايا آثارها لا زالت تشاهد حتى الآن بالقرب من جبل رأس القارة والمكان معروف إلى الآن باسم الكوارج. علما بأن سكان بلدة الكوارج هم أبناء قرية القارة